# Ktová
Ktová (en allemand : Ktowa) est une commune du district de Semily, dans la région de Liberec, en République tchèque. Sa population s'élevait à 201 habitants en 2021.

## Géographie
Ktová se trouve à 12 km au sud-ouest de Semily, à 31 km au sud-est de Liberec et à 76 km au nord-est de Prague.
La commune est limitée par la Rovensko pod Troskami au nord et à l'est, par Újezd pod Troskami à l'est et au sud, et par Troskovice et Hrubá Skála à l'ouest.

## Histoire
La première mention écrite du village date de 1320.

## Transports
Par la route, Ktová se trouve à 19 km de Semily, à 36 km de Liberec et à 92 km de Prague.